# Varg-Olle Nygren
Harald Olof Ingemar ”Varg-Olle” Nygren, känd som Varg-Olle Nygren, född 11 november 1929 i Stockholm, död 13 februari 2021 i Ipswich i Storbritannien, var en svensk motorcykelförare. Han avverkade mer än 30 000 tävlingsheat, var internationellt aktiv i sex olika motorcykelgrenar och deltog i sju VM-finaler i speedway.

## Biografi
Nygren var född och uppvuxen på Södermalm i Stockholm men fick sitt genombrott i speedwayklubben Vargarna från Norrköping, där han debuterade som 17-åring. Han blev snabbt Sveriges mest kända speedwaystjärna och gavs namn efter klubben – Varg-Olle. År 1949 vann han för första (och enda) gången SM i speedway, och han fortsatte sedan som professionell förare till han var 50. 1954 tog han VM-brons, vilket var Sveriges första VM-medalj i speedway.
Varg-Olle Nygren var sedan 1963 (alternativt 1966) bosatt i Storbritannien där han drev en speedwayskola. Under somrarna besökte han dock Täby och Örebro.
Nygren tävlade också framgångsrikt i bilracing och prövade på det mesta annat som gått på hjul, som motocross, isracing, TT-loppet på Isle of Man och enduro.
Tillsammans med bland andra Ove Fundin (72 år), flerfaldig världsmästare i speedway, samt Posa Serenius (58 år), världsmästare i isracing, körde Nygren (76 år gammal) år 2006 på motorcykel med en sammanlagd sträcka av 1 452 mil på 49 dagar från Seoul i Sydkorea, genom Sibirien, Mongoliet, Kazakstan, Ryssland och Finland till målet utanför Grand Hôtel i Stockholm, där de firade med en flaska champagne. I Mongoliet hade Nygren insjuknat akut och måste läggas in på sjukhus i Ulan Bator under några dagar, men han fortsatte sedan resan efter att ha skrivits ut.

## Privat
Olle Nygren hade fyra barn – två döttrar och två söner. Han avled i sviterna av strupcancer och covid-19.

## VM-finaler
- 1953 – London/Wembley – fyra
- 1954 – London/Wembley – trea
- 1955 – London/Wembley – åtta
- 1958 – London/Wembley – sjua
- 1959 – London/Wembley – fyra